# Catedral de Nossa Senhora (Copenhague)
A Catedral de Nossa Senhora (em dinamarquês: Vor Frue Kirke) é a catedral de Copenhague. Ele está situado na praça pública Frue Plads no centro da cidade, ao lado do histórico edifício principal da Universidade de Copenhague.
A versão atual da igreja foi projetada pelo arquiteto Christian Frederik Hansen (1756–1845) em estilo neoclássico e foi concluída em 1829.